# San Paolo (Treviso)
San Paolo è un quartiere del comune di Treviso di circa 4 000 abitanti, situato a nord-ovest rispetto al centro storico.
Il quartiere nasce intorno alla metà degli anni '70 del XX secolo come agglomerato di appartamenti di edilizia popolare di proprietà dell'allora Istituto Autonomo Case Popolari (I.A.C.P.) di Treviso. Tra tutti gli immobili costruiti in quel periodo, spicca il "biscione", un condominio a 6 piani, suddiviso in 12 scale, che ospita 104 appartamenti.

## Monumenti e luoghi d'interesse

### Chiesa parrocchiale
La chiesa di San Paolo Apostolo è stata costruita nel 1995 su progetto dell'ingegner Marco Scarpa e dell'architetto Maurizio Bergamo, in luogo di un precedente edificio realizzato a metà degli anni Settanta.
La pianta è composta da un ottagono inscritto in un quadrato. Ai quattro angoli sono collocati il battistero, uno spazio per il confessionale, la cappella per le celebrazioni feriali e la sacrestia. L'ingresso principale, a nordovest, è collegato ai laterali mediante un porticato sostenuto da colonnato. La facciata principale, a capanna, è scandita da quattro paraste. Il portale è inquadrato da una cornice in pietra modanata, sopra alla quale è collocata una rappresentazione della conversione di San Paolo. Al centro della facciata è presente un oculo circolare.
Nel 2003 Gioacchino Schiavato ha donato alla chiesa l'affresco Ascensione, dipinto da Sergio Favotto sulla parete curva del Presbiterio.
La parrocchia di San Paolo dipende dal vicariato Urbano della Diocesi di Treviso.

## Cultura

### Premio Letterario San Paolo
Il Premio Letterario San Paolo nasce nell'omonimo quartiere di Treviso nel 1977, su iniziativa di un gruppo di residenti guidati dallo scrittore e poeta Alberto Albanese Jr.  Ideato quale espressione culturale atta a valorizzare l'immagine del quartiere allora nascente, con l'intento di avvicinare i più giovani alla lettura e scrittura creativa, oggi è un affermato concorso letterario italiano di poesia e prosa che si svolge con cadenza biennale nella Città di Treviso. L'evento, giunto alla XXII edizione biennale, mantiene ancora oggi un forte legame con il territorio, grazie all'apporto di numerosi artisti e associazioni locali.